# Bus-la-Mésière

Bus-la-Mésière este o comună în departamentul Somme, Franța. În 1 ianuarie 2022 avea o populație de 142 de locuitori.